# Grażyna Karmowska
Grażyna Anna Karmowska – polska ekonomistka, doktor habilitowany nauk ekonomicznych, pracownik naukowy Wydziału Przedsiębiorczości w Świnoujściu Zachodniopomorskiej Szkoły Biznesu w Szczecinie.

## Życiorys
W 1978 r. ukończyła studia ekonomiczne w Politechnice Szczecińskiej, w 1988 r. obroniła pracę doktorską, w 2003 r. uzyskała stopień stopień doktora habilitowanego. Pracowała na stanowisku profesora nadzwyczajnego i kierownika w Katedrze Analizy Systemowej i Finansów, oraz dziekana na Wydziale Ekonomicznym Zachodniopomorskiego Uniwersytetu Technologicznego w Szczecinie.
Należy do Rady Dyscypliny Naukowej - Ekonomii i Finansów ZUT, oraz była wiceprezesem Stowarzyszenia Ekonomistów Rolnictwa i Agrobiznesu.